# La Onzième Victime
La Onzième Victime (The Eleventh Victim) est un téléfilm américain réalisé par Mike Rohl, diffusé le 3 novembre 2012 sur Lifetime.

## Synopsis
Clinton Cruise est un artiste raté. Tueur en série de sept femmes, il se fait arrêter par Hailey Dean, procureur à Atlanta. Cruise mettait en scène ses victimes de manière à représenter de célèbres tableaux. Après cette affaire, Hailey Dean décide d'abandonner le métier de procureur pour celui de psychologue, et s'installe à New York. L'avocat de Clinton (Finch) réussit à obtenir un nouveau procès pour son client deux ans plus tard, et est libéré. Seul son avocat était au courant. Déterminé, mais contre la volonté de Finch, le tueur en série part retrouver Dean pour se venger. Il entre par effraction dans son bureau et vole les dossiers confidentiels de certaines patientes de la psychologue. Quelque temps plus tard, les mises en scène de tableaux refont surface.

## Fiche technique
- Titre original : The Eleventh Victim
- Titre français : La Onzième Victime
- Réalisation : Mike Rohl (en)
- Scénario : John Fasano (en)
- Photographie : C. Kim Miles
- Musique : Michael Richard Plowman (en)
- Pays d'origine :  États-Unis
- Langue originale : anglais
- Durée : 100 minutes
- Dates de sortie : 
  -  États-Unis : 3 novembre 2012
  -  France : 8 avril 2013 sur TF1

## Distribution
- Jennie Garth (VF : Barbara Tissier) : Hailey Dean
- Colin Cunningham (VF : Boris Rehlinger) : Clinton Burrell Cruise
- Tyron Leitso (VF : Damien Ferrette) : Dr Adam Springhurst
- David Lewis (VF : Guillaume Lebon) : Matthew Leonard
- Metta World Peace (VF : Raphaël Cohen) : Garlin Fincher
- Jill Morrison (VF : Edwige Lemoine) : Dana
- Elisabeth Rosen : Celia Polovski
- Anne Openshaw (en) : Melissa Everett
- Jason Schombing (VF : Marc Saez) : lieutenant Ethan Kolker
- Lester Scott : Jesse
- Priscilla Faia : Leola
- Andrew Wheeler : le juge Clarence E. Carter
- Karin Konoval : le professeur de dessin
- Paul Lazenby : le gardien de prison
- Derick Morrison : le shérif
- Dean Redman (en) : le policier d'Atlanta
- Angela Moore : l'employée de la prison
- Nancy Grace : le collègue de Hailey / assistante de direction

 Source et légende : version française (VF) sur RS Doublage et selon le carton du doublage français télévisuel.

## Accueil
Le téléfilm a été vu par 1,925 million de téléspectateurs lors de sa première diffusion.